# 艾丽斯维尔 (亚拉巴马州)

艾丽斯维尔在亚拉巴马州的位置

艾丽斯维尔（Aliceville）是美国亚拉巴马州皮肯斯县的一个城市。

## 地理
该城市的总面积为4.5平方英里。

## 人口统计
根据美国2000年人口普查，该城市共有2567人，978户，646个家庭。